# Tephrosia robinsoniana
Tephrosia robinsoniana är en ärtväxtart som beskrevs av Richard Kenneth Brummitt. Tephrosia robinsoniana ingår i släktet Tephrosia och familjen ärtväxter. Inga underarter finns listade i Catalogue of Life.